# Blepharella fuscipennis
Blepharella fuscipennis là một loài ruồi trong họ Tachinidae.